# Oskar Bielawski

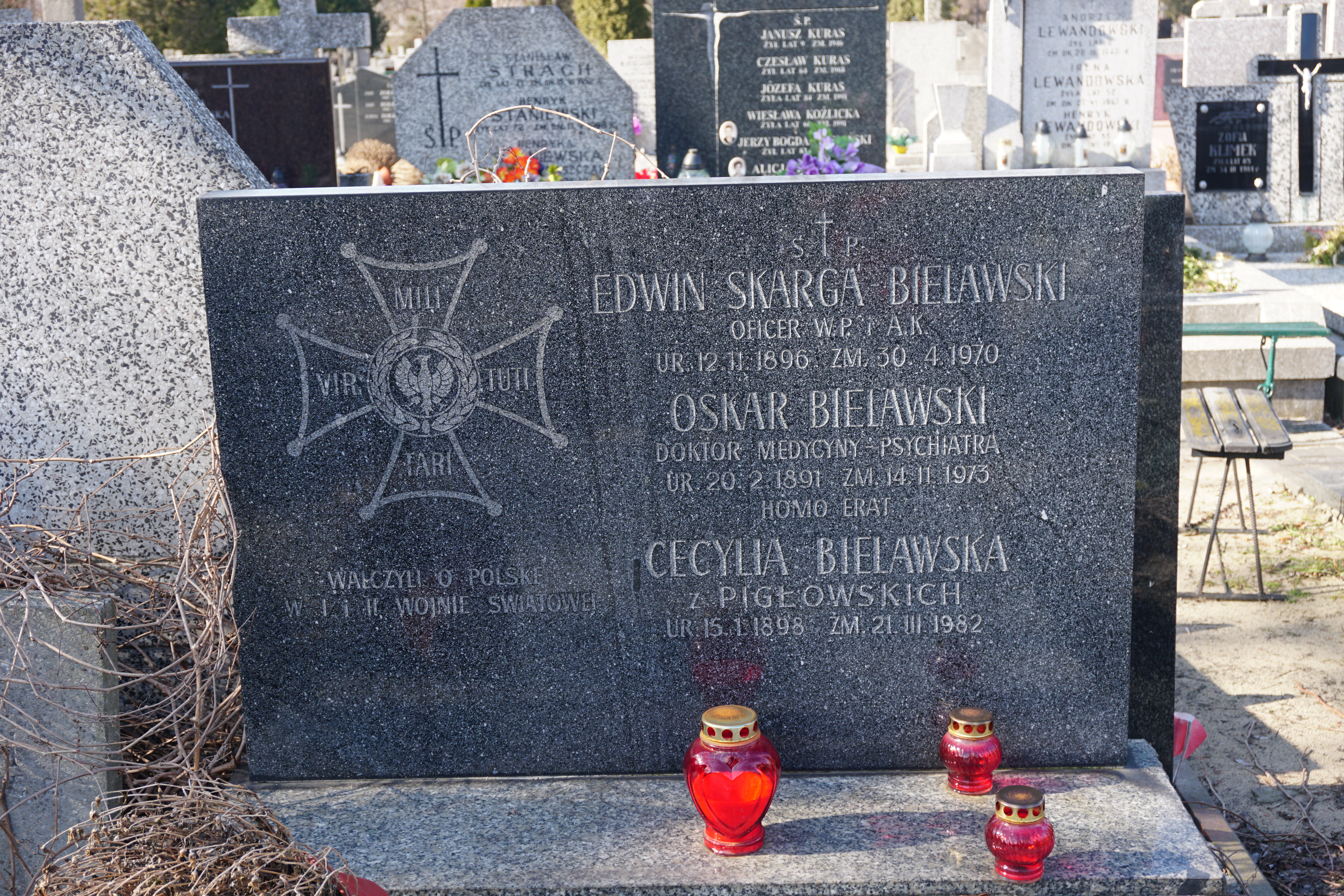
Grób Oskara Bielawskiego na Cmentarzu Bródnowskim

Oskar Stanisław Bielawski (ur. 8 lutego?/20 lutego 1891 w Homlu, zm. 14 listopada 1973 w Warszawie) – polski lekarz psychiatra, twórca psychiatrii reformowanej, kapitan lekarz Wojska Polskiego.

## Życiorys
Pochodził ze zubożałej, kresowej rodziny szlacheckiej. Syn Władysława, konduktora kolejowego, i Emilii z domu Bielewicz, miał sześcioro rodzeństwa. Mimo niskiego statusu materialnego rodziny dzieci zdołały zdobyć wykształcenie: Ewelina, po mężu Iwanow, była stomatologiem, Józef – księdzem katolickim, Edwin (ps. „Skarga”, porucznik WP, kawaler Virtuti Militari) – ekonomistą, a przed 1939 burmistrzem Mołodeczna. Dwoje z rodzeństwa pochłonęły wojny – Henryk zginął gdzieś w Rosji, a Zofia, po mężu Karwacka, w Auschwitz-Birkenau .
Oskar około 1910, po zdaniu matury w V Gimnazjum w Warszawie, rozpoczął studia lekarskie na Uniwersytecie w Dorpacie. Tam też zmienił imię ze Stanisław na Oskar. 8 sierpnia 1914 jako podlekarz został powołany do armii rosyjskiej. Od sierpnia do listopada był ordynatorem szpitala polowego nr 79, następnie do czerwca 1915 pociągu sanitarnego 1024, a potem do września 1917 lekarzem 100 pułku piechoty. Walczył na froncie rumuńskim, gdzie 18 sierpnia 1916 został ranny. Odznaczony orderami carskimi: Orderami Św. Stanisława II i III kl. oraz Orderem Św. Anny III kl.
Po rewolucji znalazł się w Odessie. Tam na przełomie 1917/1918 kontynuował studia na uniwersytecie i uzyskał dyplom lekarza. W Odessie wstąpił do III Korpusu Polskiego. W Wojsku Polskim zameldował się 15 grudnia 1918 w Warszawie. Zweryfikowany jako podporucznik uzyskał przydział do 32 pułku piechoty. 20 stycznia 1920 przeniesiono go do Szpitala Ujazdowskiego w Warszawie. Trzy miesiące później uzyskał awans na porucznika. 26 listopada 1921 zwolniony do rezerwy. 8 stycznia 1924 został zatwierdzony w stopniu kapitana ze starszeństwem z 1 czerwca 1919 i 559. lokatą w korpusie oficerów rezerwy sanitarnych, grupa lekarzy. Posiadał wówczas przydział w rezerwie do 8 Batalionu Sanitarnego w Toruniu.
Po wojnie polsko-bolszewickiej rozpoczął pracę na stanowisku starszego ordynatora w Zakładzie Psychiatrycznym w Dziekance, gdzie prowadził także działalność naukową i publicystyczną. W 1924 został zastępcą redaktora naczelnego „Nowin Psychiatrycznych”. 24 października 1929 w wieku 38 lat został dyrektorem kościańskiego zakładu psychiatrycznego, który gruntownie zreformował, tworząc z niego nowoczesny zakład leczniczy. Zlikwidował kilkadziesiąt separatek, w których w złych warunkach izolowano „trudnych” chorych. Wprowadził system otwartych drzwi, stając się tym samym pionierem przekształcania zakładów zamkniętych na instytucje o charakterze sanatoryjnym. Usunął wysokie mury i zlikwidował kraty w oknach. Surowo napiętnował stosowanie kaftanów bezpieczeństwa. Twierdził, że: „Im gorzej śpi lekarz, tym lepiej ma chory”. W 1931 zaczął w Kościanie organizować część sanatoryjną (Wojewódzkie Sanatorium dla Nerwowo Chorych). Dzięki niemu wprowadzono również system terapii rodzinnej, korzystano z boiska piłkarskiego, warsztatów rzemieślniczych (ergoterapia), sali gimnastycznej oraz teatralnej. Szpital dysponował także rozbudowanym zakładem fizykoterapii. W 1933 został wybrany zastępcą prezesa Polskiego Towarzystwa Psychiatrycznego.
W 1934 szpital (ok. 750 chorych) osiągnął pełną samowystarczalność finansową. W tym też roku odbył się I Wszechsłowiański Zjazd Neurologów i Psychiatrów, którego część obrad miała miejsce w Kościanie. Z tej okazji Oskar Bielawski zorganizował pierwszą Wszechpolską Wystawę Higieny Psychicznej, na bazie której stworzył Muzeum Higieny Psychicznej. W 1935 zorganizował szpitalną drukarnię i rozpoczął wydawanie w niej „Nowin Psychiatrycznych”.
W 1935 zainspirowany międzynarodowym ruchem na rzecz higieny psychicznej (zapoczątkowanym przez byłego pacjenta Clifforda Whittinghama Beers’a) założył pismo „Higjena Psychiczna”, którego celem była profilaktyka zaburzeń psychicznych oraz zdjęcie stygmatu z pacjentów szpitali psychiatrycznych. Do Komitetu Redakcyjnego dr Bielawski powołał Eugeniusza Artwińskiego, Stefana Baleya, Bronisława Biegeleisena, Stefana Borowieckiego, Witolda Łuniewskiego, Jana Nelkena, Leona Wernica (prezesa Polskiego Towarzystwa Eugenicznego) i Henryka Zajączkowskiego.
Zdaniem Macieja Zaremby Bielawskiego trzyletnia debata na łamach „Higieny Psychicznej” przyczyniła się do utrącenia projektów ustaw eugenicznych w Polsce.
Bielawski propagował zamianę lecznictwa psychiatrycznego z modelu szpitali na model poradni, co w efekcie doprowadziło w 1935 do zmiany kościańskiego Zakładu Psychiatrycznego w Sanatorium dla Nerwowo Chorych. Jako pierwszy w Polsce wprowadził pojęcie „choroby alkoholowej”, wymagającej takiego samego traktowania jak inne schorzenia.
24 sierpnia 1939 został zmobilizowany do Kościańskiego Batalionu Obrony Narodowej. Walczył w bitwie nad Bzurą. 19 września został ranny, trafił do szpitala w Giżycach koło Sochaczewa. Lata wojny spędził w niemieckiej niewoli. Do maja 1942 przebywał w Oflagu II B Arnswalde (Choszczno), następnie w II D Gross Born (Borne Sulinowo). Jako psychiatra odegrał znaczącą rolę w walce „z chorobą drutów kolczastych”. Prowadził zajęcia terapeutyczne tzw. gimnastykę zapobiegawczą, wygłaszał referaty, wykładał na kursach nauczycielskich i publikował w prasie obozowej. Jeszcze w Choszcznie opublikował w „ Za drutami” artykuł pt. „W trosce o nasze zdrowie i siły”, w którym pouczał, że „naczelnym obowiązkiem jeńca jest utrzymanie jego fizycznej sprawności i moralnej siły”.
Po powrocie z niewoli zaadaptował poniemiecki pałac w Wonieściu, gdzie 21.07.1946 otworzył zakład leczenia nerwic, natomiast w 1948 w Spławiu utworzył pierwsze sanatorium dla dzieci ze schorzeniami nerwicowymi, wadami wymowy oraz charakteru. 1 września 1949 kierowany przez niego zakład w Kościanie otrzymał nazwę Państwowe Sanatorium dla Nerwowo Chorych. 22 lipca 1950 utworzył oddział odwykowy dla alkoholików w Siekowie, w 1954 oddział dla chłopców w Mościszkach, a w 1955 r. oddział dla dziewcząt w Cichowie. Dzięki niemu w 1953 roku powstała Szkoły Pielęgniarstwa Neuropsychiatrycznego. 1 kwietnia 1957 roku na skutek denuncjacji dziennikarza Ryszarda Gontarza i ingerencji SB oraz nacisków miejscowego aparatu partyjnego Oskara Bielawskiego zwolniono z pracy. Bielawski działał dalej i już 21 sierpnia zorganizował w Poznaniu Wojewódzką Poradnię Zdrowia Psychicznego, gdzie objął kierownictwo. 14 września 1963 został honorowym członkiem Polskiego Towarzystwa Psychiatrycznego. 31 grudnia 1964 przeszedł na emeryturę. Jednak nie pożegnał się z zawodem; w 1965 był kierownikiem i lekarzem specjalistą Poradni Zdrowia Psychicznego dzielnicy Wilda w Poznaniu, a po przeniesieniu do Warszawy w latach 1968–1971 pracował w poradniach specjalistycznych w Otwocku.
Był dwukrotnie żonaty. W 1916 z Jadwigą Zofią Milianowicz, z którą miał córkę Irenę Krystynę (1922–2014) – prawniczkę) oraz syna Zdzisława (1925–1959), studenta politechniki. Ponowny związek małżeński zawarł 11 kwietnia 1948 z lekarką Elżbietą Imierowską. Z małżeństwa tego urodziło się trzech synów: Maciej Zaremba Bielawski (ur. 1951), dziennikarz, Jacek (ur. 1953), chemik, i Jarema (ur. 1955), konserwator. W 1969 żona z dziećmi wyemigrowała do Szwecji, Oskar Bielawski pozostał w kraju. Cztery lata później zmarł. Pochowany został na cmentarzu bródnowskim w Warszawie (kwatera 39K-3-29).
W 1993 Sąd Wojewódzki w Poznaniu uznał za oszczercze twierdzenie, że dr O. Bielawski „wysługując się władzy komunistycznej” więził w swoim szpitalu poetę Władysława Broniewskiego.
W 1998, pomimo sprzeciwów, nadano imię dr Oskara Bielawskiego Wojewódzkiemu Szpitalowi Neuropsychiatrycznemu w Kościanie.

## Wybrane prace
- Opór pamięciowy u psychicznie chorych. Rocznik Psychjatryczny 1, s. 31-42, 1923
- Hypnoza a kodeks karny. Nowiny Psychjatryczne 3, 1926
- O zbrodni i zbrodniarzu: szkic kryminologiczny. Gniezno: Wydawnictwo „Nowin Psychjatrycznych”, 1928
- Leczenie nałogowych alkoholików. Poznań, 1963
- Opór pamięciowy u psychicznie chorych. Rocznik Psychjatryczny 1, s. 31-42, 1923
- Głos psychiatry o ocenie błednej okoliczności faktycznych czynu Gniezno 1925
- Postulaty Eugeniki a stanowisko państwa w sprawie spędzenia płodu, Nowiny Psychiatryczne  1927, IV, s. 289.
- W kwestii psychologicznych badań personelu pielęgniarskiego. 1938. Praca doktorska
- Nowe drogi lecznictwa psychiatrycznego. Szpit. Pol. 1949
- Jatrogen. Służba zdrowia. 1950, n 16
- Leczenie nałogowych alkoholików. Poznań, 1963
- Psychohigiena wieku podeszłego. I Konferencja Naukowa Pol. Tow. Higieny Psychicznej. Łódź 14-15 II. 1970